# Grasshopper Club Zürich 2014-2015
Questa voce raccoglie le informazioni riguardanti il Grasshopper Club Zürich nelle competizioni ufficiali della stagione 2014-2015.

## Stagione
Nella stagione 2014-2015 il Grasshoppers, allenato da Michael Skibbe e Pierluigi Tami, concluse il campionato di Super League all'8º posto. In Coppa Svizzera il Grasshoppers fu eliminato ai quarti di finale dal Zurigo. In Champions League il Grasshoppers fu eliminato al terzo turno di qualificazione dal Lilla. In Europa League il Grasshoppers fu eliminato ai playoff dal Club Bruges.

## Rosa
| N. |                                 | Ruolo | Calciatore         |
| -- | ------------------------------- | ----- | ------------------ |
| 1  | Iran (bandiera)                 | P     | Daniel Davari      |
| 3  | Svizzera (bandiera)             | D     | Stéphane Grichting |
| 4  | Bosnia ed Erzegovina (bandiera) | D     | Sanel Jahić        |
| 5  | Svizzera (bandiera)             | D     | Michael Lang       |
| 6  | Ungheria (bandiera)             | C     | Krisztián Vadócz   |
| 7  | Germania (bandiera)             | C     | Jordan Brown       |
| 8  | Albania (bandiera)              | C     | Amir Abrashi       |
| 9  | Israele (bandiera)              | A     | Moanes Dabour      |
| 10 | Kazakistan (bandiera)           | C     | Alexander Merkel   |
| 14 | Francia (bandiera)              | C     | Yoric Ravet        |
| 15 | Svizzera (bandiera)             | A     | Nassim Ben Khalifa |
| 16 | Svizzera (bandiera)             | C     | Matteo Fedele      |
| 16 | Svizzera (bandiera)             | C     | Manuel Kubli       |
| 17 | Francia (bandiera)              | C     | Anatole Ngamukol   |
| 18 | Serbia (bandiera)               | P     | Vaso Vasić         |

| N. |                                 | Ruolo | Calciatore        |
| -- | ------------------------------- | ----- | ----------------- |
| 19 | Svizzera (bandiera)             | D     | Gregory Wüthrich  |
| 19 | Svizzera (bandiera)             | C     | Abdul Al Abbadie  |
| 20 | Bosnia ed Erzegovina (bandiera) | D     | Daniel Pavlović   |
| 21 | Brasile (bandiera)              | C     | Caio              |
| 23 | Paesi Bassi (bandiera)          | D     | Michael Dingsdag  |
| 25 | Iraq (bandiera)                 | A     | Sherko Karim      |
| 26 | Svizzera (bandiera)             | C     | Ulisses Garcia    |
| 27 | Svizzera (bandiera)             | D     | Gianluca Hossmann |
| 29 | Svizzera (bandiera)             | D     | Levent Gülen      |
| 30 | Svizzera (bandiera)             | A     | Shani Tarashaj    |
| 32 | Svizzera (bandiera)             | D     | Noah Loosli       |
| 33 | Senegal (bandiera)              | P     | Seny Dieng        |
| 33 | Svizzera (bandiera)             | D     | Benjamin Lüthi    |
| 34 | Austria (bandiera)              | D     | Moritz Bauer      |
| 35 | Macedonia del Nord (bandiera)   | C     | Nikola Gjorgjev   |

## Maglie
| Casa | Trasferta | Terza divisa |

| 1ª portiere | 2ª portiere |

## Organigramma societario
Area tecnica
- Allenatore: Pierluigi Tami
- Allenatore in seconda: Zoltan Kadar
- Preparatore dei portieri: Christoph Born
- Preparatori atletici: Nicolas Dyon

## Calciomercato

### Sessione estiva
| Acquisti | Acquisti          | Acquisti               | Acquisti |
| R.       | Nome              | da                     | Modalità |
| -------- | ----------------- | ---------------------- | -------- |
| C        | Alexander Merkel  | Udinese                |          |
| P        | Daniel Davari     | Eintracht Braunschweig |          |
| D        | Levent Gülen      | Kayserispor            |          |
| D        | Gianluca Hossmann | Bienne                 |          |
| A        | Mahmoud Kahraba   | ENPPI                  |          |
| C        | Yoric Ravet       | Losanna                |          |
| C        | Nathan Sinkala    | Sochaux                |          |
| P        | Vaso Vasić        | Sciaffusa              |          |

| Cessioni | Cessioni        | Cessioni     | Cessioni |
| R.       | Nome            | a            | Modalità |
| -------- | --------------- | ------------ | -------- |
| C        | Albion Avdijaj  | Wolfsburg II |          |
| P        | Roman Bürki     | Friburgo     |          |
| C        | Frank Feltscher | Aarau        |          |
| A        | Shkëlzen Gashi  | Basilea      |          |
| D        | Sead Hajrović   | Winterthur   |          |
| C        | Steven Lang     | Vaduz        |          |
| C        | Nzuzi Toko      | Brighton     |          |

### Sessione invernale
| Acquisti | Acquisti         | Acquisti   | Acquisti |
| R.       | Nome             | da         | Modalità |
| -------- | ---------------- | ---------- | -------- |
| C        | Matteo Fedele    | Sion       |          |
| D        | Gregory Wüthrich | Young Boys |          |
| C        | Jordan Brown     | Wil        |          |

| Cessioni | Cessioni        | Cessioni   | Cessioni |
| R.       | Nome            | a          | Modalità |
| -------- | --------------- | ---------- | -------- |
| C        | Etienne Scholz  | Wil        |          |
| C        | Vero Salatic    | Sion       |          |
| C        | Imran Bunjaku   | Sciaffusa  |          |
| A        | Mahmoud Kahraba | ENPPI      |          |
| C        | Nathan Sinkala  | TP Mazembe |          |

## Risultati

### Super League

#### Prima fase, girone di andata
| Arbitro: | Studer |

|                |           |  |
| Chiumiento 59’ | Marcatori |  |

| Arbitro: | San |

|                 |           |                         |
| Dabour 21’, 32’ | Marcatori | 10’, 20’, 75’ Schneuwly |

| Zurigo 2 agosto 2014, ore 20:00 CEST 3ª giornata | Grasshoppers | 0 – 0 referto | Sion | Stadio Letzigrund (3 800 spett.)\| Arbitro: \| Jaccottet \| |
| Arbitro:                                         | Jaccottet    |               |      |                                                             |

| Arbitro: | Hänni |

|               |           |          |
| Schneuwly 19’ | Marcatori | 13’ Lang |

| Arbitro: | Klossner |

|                                        |           |  |
| Nuzzolo 21’, 90’ Wüthrich 48’ Frey 73’ | Marcatori |  |

| Arbitro: | Erlachner |

|           |           |                         |
| Garat 84’ | Marcatori | 6’ Kahraba 80’ Ngamukol |

| Arbitro: | Jaccottet |

|  |           |               |
|  | Marcatori | 37’ Muntwiler |

| Arbitro: | Amhof |

|                                    |           |           |
| Ngamukol 12’ Dingsdag 45’ Lang 73’ | Marcatori | 39’ Zuffi |

| Arbitro: | Bieri |

|                                          |           |  |
| Tréand 4’ Tafer 29’ Rodríguez 90’ (rig.) | Marcatori |  |

#### Prima fase, girone di ritorno
| Arbitro: | Pache |

|                       |           |             |
| Ravet 25’ Abrashi 64’ | Marcatori | 74’ N'Ganga |

| Arbitro: | Studer |

|                                            |           |                      |
| Sadik 8’ (rig.) Schirinzi 32’ Frontino 38’ | Marcatori | 81’ Kahraba 90’ Lang |

| Arbitro: | Bieri |

|          |           |                                |
| Caio 15’ | Marcatori | 29’, 82’ Etoundi 75’ Rodríguez |

| Arbitro: | Klossner |

|             |           |              |
| Schürpf 42’ | Marcatori | 58’ Ngamukol |

| Arbitro: | Amhof |

|                        |           |  |
| Gashi 23’ González 47’ | Marcatori |  |

| Arbitro: | Klossner |

|                             |           |  |
| Salatic 59’ Dabour 88’, 90’ | Marcatori |  |

| Arbitro: | Drachta |

|                               |           |                        |
| Dabour 32’ Ravet 34’ Caio 83’ | Marcatori | 50’ Freuler 57’ Doubaï |

| Arbitro: | Amhof |

|                                     |           |                                      |
| Christofī 31’ Jagne 49’ (rig.), 90’ | Marcatori | 24’ Ravet 51’ Dabour 85’ (rig.) Caio |

| Arbitro: | Jaccottet |

|  |           |            |
|  | Marcatori | 5’ Vilotić |

#### Seconda fase, girone di andata
| Arbitro: | Bieri |

|                     |           |                                             |
| Dabour 49’ Lang 74’ | Marcatori | 28’ Elneny 69’ Gashi 73’ Streller 81’ Callà |

| Arbitro: | Schärer |

|                                      |           |                        |
| Kubo 19’ Hoarau 45’, 51’ Steffen 68’ | Marcatori | 67’ Dabour 87’ Khalifa |

| Arbitro: | Jaccottet |

|  |           |                          |
|  | Marcatori | 52’ Kajević 63’ Chermiti |

| Arbitro: | Bieri |

|                      |           |          |
| Rodríguez 90’ (rig.) | Marcatori | 31’ Lang |

| Arbitro: | Hänni |

|          |           |  |
| Caio 40’ | Marcatori |  |

| Arbitro: | Schnyder |

|                          |           |                         |
| Frontino 10’ Wittwer 46’ | Marcatori | 63’ Dabour 90’ Tarashaj |

| Arbitro: | Hänni |

|                               |           |               |
| Ravet 22’ Caio 57’ Dabour 73’ | Marcatori | 48’ Slišković |

| Arbitro: | Jaccottet |

|  |           |                                                |
|  | Marcatori | 8’, 25’ Vadócz 18’ Abrashi 23’ Dabour 37’ Caio |

| Arbitro: | San |

|          |           |             |
| Caio 67’ | Marcatori | 73’ Neumayr |

#### Seconda fase, girone di ritorno
| Arbitro: | Jaccottet |

|                    |           |  |
| Schneuwly 28’, 66’ | Marcatori |  |

| Arbitro: | Amhof |

|                    |           |                     |
| Ravet 72’ Caio 90’ | Marcatori | 27’ Kubo 46’ Hoarau |

| Zurigo 29 aprile 2015, ore 19:45 CEST 30ª giornata | Grasshoppers | 0 – 0 referto | Thun | Stadio Letzigrund (3 500 spett.)\| Arbitro: \| Pache \| |
| Arbitro:                                           | Pache        |               |      |                                                         |

| Arbitro: | Klossner |

|                      |           |           |
| Elneny 55’ Callà 59’ | Marcatori | 45’ Ravet |

| Arbitro: | Studer |

|  |           |           |
|  | Marcatori | 5’ Dabour |

| Arbitro: | Pache |

|                     |           |  |
| Dabour 66’ Caio 88’ | Marcatori |  |

| Zurigo 20 maggio 2015, ore 19:45 CEST 34ª giornata | Grasshoppers | 0 – 0 referto | Sion | Stadio Letzigrund (3 100 spett.)\| Arbitro: \| San \| |
| Arbitro:                                           | San          |               |      |                                                       |

| Arbitro: | Bieri |

|  |           |          |
|  | Marcatori | 70’ Caio |

| Arbitro: | Jaccottet |

|                                            |           |                        |
| Schneuwly 14’ Chermiti 23’, 73’ Sadiku 29’ | Marcatori | 3’, 45’ Ravet 16’ Caio |

### Coppa Svizzera
| 23 agosto 2014, ore 18:15 CEST Primo turno | Vedeggio | 0 – 2 | Grasshoppers |  |

| 21 settembre 2014, ore 14:00 CEST Secondo turno | Neuchâtel Xamax | 3 – 5 | Grasshoppers |  |

| 29 ottobre 2014, ore 19:30 CET Ottavi di finale | Lugano | 0 – 1 | Grasshoppers |  |

| Arbitro: | Klossner |

|               |           |  |
| Rodríguez 96’ | Marcatori |  |

### Champions League

#### Fase di qualificazione
| Arbitro: | Eskov |

|  |           |                        |
|  | Marcatori | 29’ Corchia 49’ Mendes |

| Arbitro: | Sidiropoulos |

|             |           |             |
| Balmont 19’ | Marcatori | 33’ Abrashi |

### Europa League

#### Fase di qualificazione
| Arbitro: | Turpin |

|         |           |                              |
| Lang 8’ | Marcatori | 14’ (aut.) Jahić 15’ Vázquez |

| Arbitro: | Banti |

|             |           |  |
| Vázquez 62’ | Marcatori |  |

## Statistiche

### Statistiche di squadra
| Competizione     | Punti | In casa | In casa | In casa | In casa | In casa | In casa | In trasferta | In trasferta | In trasferta | In trasferta | In trasferta | In trasferta | Totale | Totale | Totale | Totale | Totale | Totale | DR |
| Competizione     | Punti | G       | V       | N       | P       | Gf      | Gs      | G            | V            | N            | P            | Gf           | Gs           | G      | V      | N      | P      | Gf     | Gs     | DR |
| ---------------- | ----- | ------- | ------- | ------- | ------- | ------- | ------- | ------------ | ------------ | ------------ | ------------ | ------------ | ------------ | ------ | ------ | ------ | ------ | ------ | ------ | -- |
| Super League     | 43    | 18      | 7       | 5       | 6       | 25      | 22      | 18           | 4            | 5            | 9            | 25           | 34           | 36     | 11     | 10     | 15     | 50     | 56     | -6 |
| Coppa Svizzera   | -     | 0       | 0       | 0       | 0       | 0       | 0       | 4            | 3            | 0            | 1            | 8            | 4            | 4      | 3      | 0      | 1      | 8      | 4      | +4 |
| Champions League | -     | 1       | 0       | 0       | 1       | 0       | 2       | 1            | 0            | 1            | 0            | 1            | 1            | 2      | 0      | 1      | 1      | 1      | 3      | -2 |
| Europa League    | -     | 1       | 0       | 0       | 1       | 1       | 2       | 1            | 0            | 0            | 1            | 0            | 1            | 2      | 0      | 0      | 2      | 1      | 3      | -2 |
| Totale           | 43    | 20      | 7       | 5       | 8       | 26      | 26      | 24           | 7            | 6            | 11           | 34           | 40           | 44     | 14     | 11     | 19     | 60     | 66     | -6 |

### Andamento in campionato
| Giornata  | 1 | 2 | 3 | 4 | 5  | 6 | 7 | 8 | 9 | 10 | 11 | 12 | 13 | 14 | 15 | 16 | 17 | 18 | 19 | 20 | 21 | 22 | 23 | 24 | 25 | 26 | 27 | 28 | 29 | 30 | 31 | 32 | 33 | 34 | 35 | 36 |
| --------- | - | - | - | - | -- | - | - | - | - | -- | -- | -- | -- | -- | -- | -- | -- | -- | -- | -- | -- | -- | -- | -- | -- | -- | -- | -- | -- | -- | -- | -- | -- | -- | -- | -- |
| Luogo     | T | C | C | T | T  | T | C | C | T | C  | T  | C  | T  | T  | C  | C  | T  | C  | C  | T  | C  | T  | C  | T  | C  | T  | C  | T  | C  | C  | T  | T  | C  | C  | T  | T  |
| Risultato | P | P | N | N | P  | V | P | V | P | V  | P  | P  | N  | P  | V  | V  | N  | P  | P  | P  | P  | N  | V  | N  | V  | V  | N  | P  | N  | N  | P  | V  | V  | N  | V  | P  |
| Posizione | 9 | 9 | 8 | 8 | 10 | 8 | 9 | 7 | 8 | 7  | 8  | 8  | 8  | 9  | 7  | 6  | 6  | 6  | 6  | 8  | 8  | 8  | 7  | 7  | 7  | 6  | 7  | 7  | 7  | 7  | 8  | 8  | 8  | 8  | 8  | 8  |

Legenda:

Luogo: C = Casa; T = Trasferta. Risultato: V = Vittoria; N = Pareggio; P = Sconfitta.

### Statistiche dei giocatori
| Giocatore    | Super League | Super League | Super League | Super League | Coppa Svizzera | Coppa Svizzera | Coppa Svizzera | Coppa Svizzera | Champions League | Champions League | Champions League | Champions League | Europa League | Europa League | Europa League | Europa League | Totale   | Totale | Totale      | Totale     |
| Giocatore    | Presenze     | Reti         | Ammonizioni  | Espulsioni   | Presenze       | Reti           | Ammonizioni    | Espulsioni     | Presenze         | Reti             | Ammonizioni      | Espulsioni       | Presenze      | Reti          | Ammonizioni   | Espulsioni    | Presenze | Reti   | Ammonizioni | Espulsioni |
| ------------ | ------------ | ------------ | ------------ | ------------ | -------------- | -------------- | -------------- | -------------- | ---------------- | ---------------- | ---------------- | ---------------- | ------------- | ------------- | ------------- | ------------- | -------- | ------ | ----------- | ---------- |
| A. Abbadie   | 0            | 0            | 0            | 0            | 0              | 0              | 0              | 0              | 0                | 0                | 0                | 0                | 1             | 0             | 0             | 0             | 1        | 0      | 0           | 0          |
| A. Abrashi   | 26           | 2            | 6            | 1            | 1              | 0              | 1              | 0              | 2                | 1                | 2                | 0                | 2             | 0             | 0             | 0             | 31       | 3      | 9           | 1          |
| M. Bauer     | 16           | 0            | 4            | 0            | 1              | 0              | 0              | 0              | 1                | 0                | 0                | 0                | 0             | 0             | 0             | 0             | 18       | 0      | 4           | 0          |
| J. Brown     | 2            | 0            | 0            | 0            | 1              | 0              | 0              | 0              | 0                | 0                | 0                | 0                | 0             | 0             | 0             | 0             | 3        | 0      | 0           | 0          |
| I. Bunjaku   | 0            | 0            | 0            | 0            | 0              | 0              | 0              | 0              | 0                | 0                | 0                | 0                | 0             | 0             | 0             | 0             | 0        | 0      | 0           | 0          |
| C. Caio      | 29           | 11           | 4            | 0            | 1              | 0              | 0              | 0              | 0                | 0                | 0                | 0                | 0             | 0             | 0             | 0             | 30       | 11     | 4           | 0          |
| M. Dabour    | 32           | 13           | 7            | 0            | 1              | 0              | 0              | 0              | 2                | 0                | 0                | 0                | 2             | 0             | 0             | 0             | 37       | 13     | 7           | 0          |
| D. Davari    | 9            | 0            | 0            | 0            | 1              | 0              | 0              | 0              | 1                | 0                | 0                | 0                | 1             | 0             | 0             | 0             | 12       | 0      | 0           | 0          |
| S. Dieng     | 0            | 0            | 0            | 0            | 0              | 0              | 0              | 0              | 0                | 0                | 0                | 0                | 0             | 0             | 0             | 0             | 0        | 0      | 0           | 0          |
| M. Dingsdag  | 28           | 1            | 4            | 1            | 0              | 0              | 0              | 0              | 1                | 0                | 0                | 0                | 0             | 0             | 0             | 0             | 29       | 1      | 4           | 1          |
| M. Fedele    | 12           | 0            | 4            | 0            | 0              | 0              | 0              | 0              | 0                | 0                | 0                | 0                | 0             | 0             | 0             | 0             | 12       | 0      | 4           | 0          |
| U. Garcia    | 0            | 0            | 0            | 0            | 0              | 0              | 0              | 0              | 0                | 0                | 0                | 0                | 1             | 0             | 0             | 0             | 1        | 0      | 0           | 0          |
| N. Gjorgjev  | 2            | 0            | 1            | 0            | 0              | 0              | 0              | 0              | 0                | 0                | 0                | 0                | 0             | 0             | 0             | 0             | 2        | 0      | 1           | 0          |
| S. Grichting | 28           | 0            | 10           | 2            | 0              | 0              | 0              | 0              | 2                | 0                | 0                | 0                | 2             | 0             | 1             | 0             | 32       | 0      | 11          | 2          |
| L. Gülen     | 23           | 0            | 4            | 0            | 1              | 0              | 0              | 0              | 0                | 0                | 0                | 0                | 1             | 0             | 0             | 0             | 25       | 0      | 4           | 0          |
| G. Hossmann  | 4            | 0            | 0            | 0            | 0              | 0              | 0              | 0              | 0                | 0                | 0                | 0                | 0             | 0             | 0             | 0             | 4        | 0      | 0           | 0          |
| S. Jahić     | 14           | 0            | 4            | 0            | 0              | 0              | 0              | 0              | 2                | 0                | 0                | 0                | 2             | 0             | 0             | 0             | 18       | 0      | 4           | 0          |
| M. Kahraba   | 11           | 2            | 2            | 1            | 0              | 0              | 0              | 0              | 2                | 0                | 0                | 0                | 2             | 0             | 1             | 0             | 15       | 2      | 3           | 1          |
| S. Karim     | 0            | 0            | 0            | 0            | 0              | 0              | 0              | 0              | 0                | 0                | 0                | 0                | 0             | 0             | 0             | 0             | 0        | 0      | 0           | 0          |
| N. Khalifa   | 25           | 1            | 2            | 0            | 1              | 0              | 0              | 0              | 0                | 0                | 0                | 0                | 0             | 0             | 0             | 0             | 26       | 1      | 2           | 0          |
| M. Kubli     | 0            | 0            | 0            | 0            | 0              | 0              | 0              | 0              | 0                | 0                | 0                | 0                | 0             | 0             | 0             | 0             | 0        | 0      | 0           | 0          |
| M. Lang      | 35           | 5            | 4            | 0            | 1              | 0              | 1              | 0              | 2                | 0                | 1                | 0                | 2             | 1             | 0             | 0             | 40       | 6      | 6           | 0          |
| N. Loosli    | 0            | 0            | 0            | 0            | 0              | 0              | 0              | 0              | 0                | 0                | 0                | 0                | 0             | 0             | 0             | 0             | 0        | 0      | 0           | 0          |
| B. Lüthi     | 11           | 0            | 3            | 0            | 0              | 0              | 0              | 0              | 0                | 0                | 0                | 0                | 0             | 0             | 0             | 0             | 11       | 0      | 3           | 0          |
| A. Merkel    | 6            | 0            | 1            | 0            | 0              | 0              | 0              | 0              | 1                | 0                | 0                | 0                | 2             | 0             | 0             | 0             | 9        | 0      | 1           | 0          |
| A. Ngamukol  | 30           | 3            | 1            | 1            | 1              | 0              | 0              | 0              | 0                | 0                | 0                | 0                | 2             | 0             | 0             | 0             | 33       | 3      | 1           | 1          |
| D. Pavlović  | 25           | 0            | 5            | 0            | 1              | 0              | 0              | 0              | 2                | 0                | 0                | 1                | 0             | 0             | 0             | 0             | 28       | 0      | 5           | 1          |
| Y. Ravet     | 35           | 8            | 5            | 0            | 1              | 0              | 0              | 0              | 2                | 0                | 0                | 0                | 2             | 0             | 0             | 0             | 40       | 8      | 5           | 0          |
| V. Salatic   | 10           | 1            | 4            | 0            | 0              | 0              | 0              | 0              | 2                | 0                | 1                | 0                | 1             | 0             | 1             | 0             | 13       | 1      | 6           | 0          |
| E. Scholz    | 0            | 0            | 0            | 0            | 0              | 0              | 0              | 0              | 0                | 0                | 0                | 0                | 0             | 0             | 0             | 0             | 0        | 0      | 0           | 0          |
| N. Sinkala   | 7            | 0            | 1            | 0            | 0              | 0              | 0              | 0              | 2                | 0                | 1                | 0                | 1             | 0             | 0             | 0             | 10       | 0      | 2           | 0          |
| S. Tarashaj  | 19           | 1            | 1            | 0            | 0              | 0              | 0              | 0              | 2                | 0                | 1                | 0                | 2             | 0             | 0             | 0             | 23       | 1      | 2           | 0          |
| K. Vadócz    | 15           | 2            | 4            | 0            | 1              | 0              | 0              | 0              | 0                | 0                | 0                | 0                | 0             | 0             | 0             | 0             | 16       | 2      | 4           | 0          |
| V. Vasić     | 28           | 0            | 1            | 0            | 0              | 0              | 0              | 0              | 1                | 0                | 0                | 0                | 1             | 0             | 0             | 0             | 30       | 0      | 1           | 0          |
| G. Wüthrich  | 8            | 0            | 3            | 0            | 1              | 0              | 1              | 0              | 0                | 0                | 0                | 0                | 0             | 0             | 0             | 0             | 9        | 0      | 4           | 0          |